# Cursus publicus

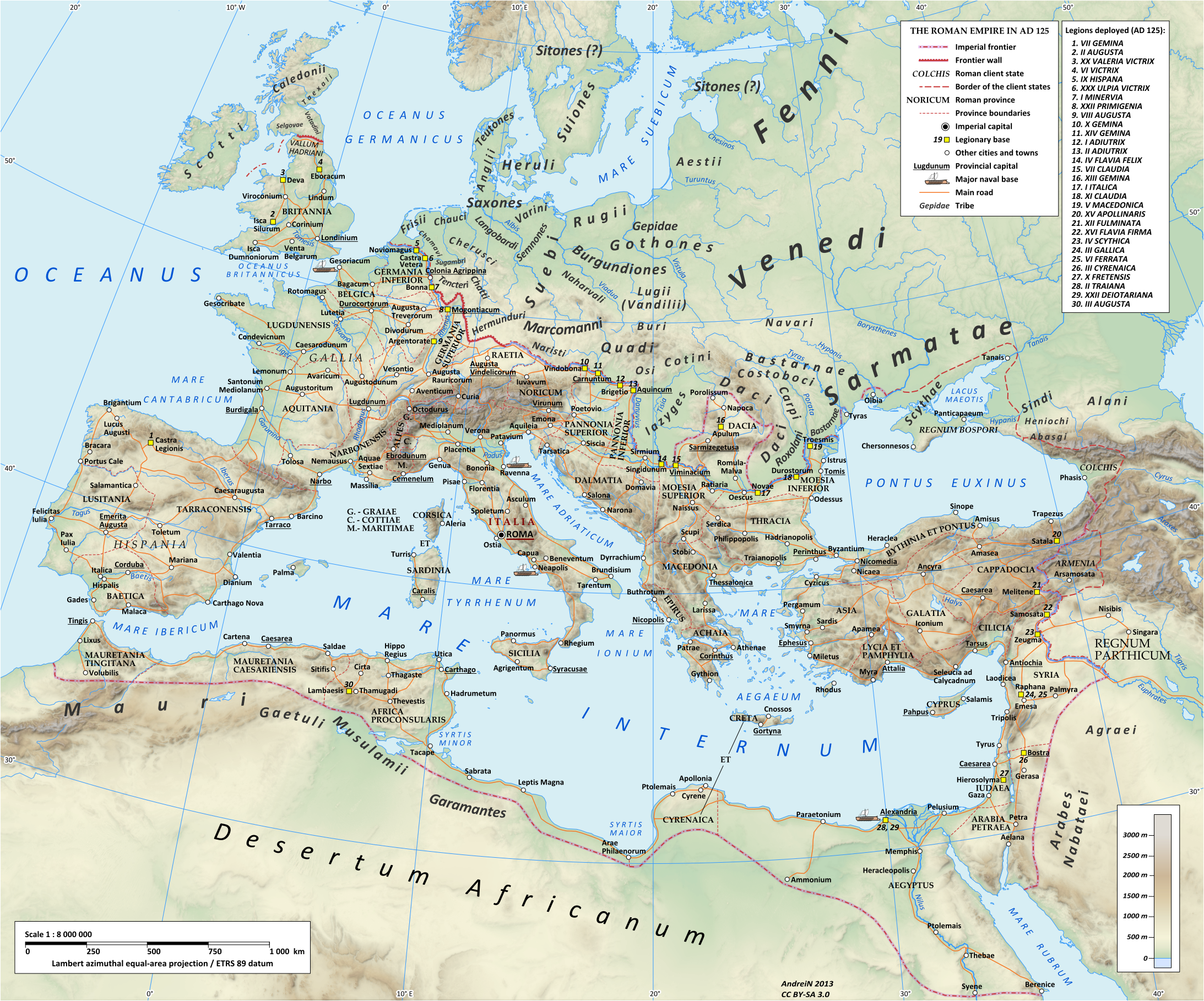
Hauptverkehrsverbindungen im Römischen Reich, um 125 n. Chr.

Römische Provinzen unter Trajan (117 n. Chr.)

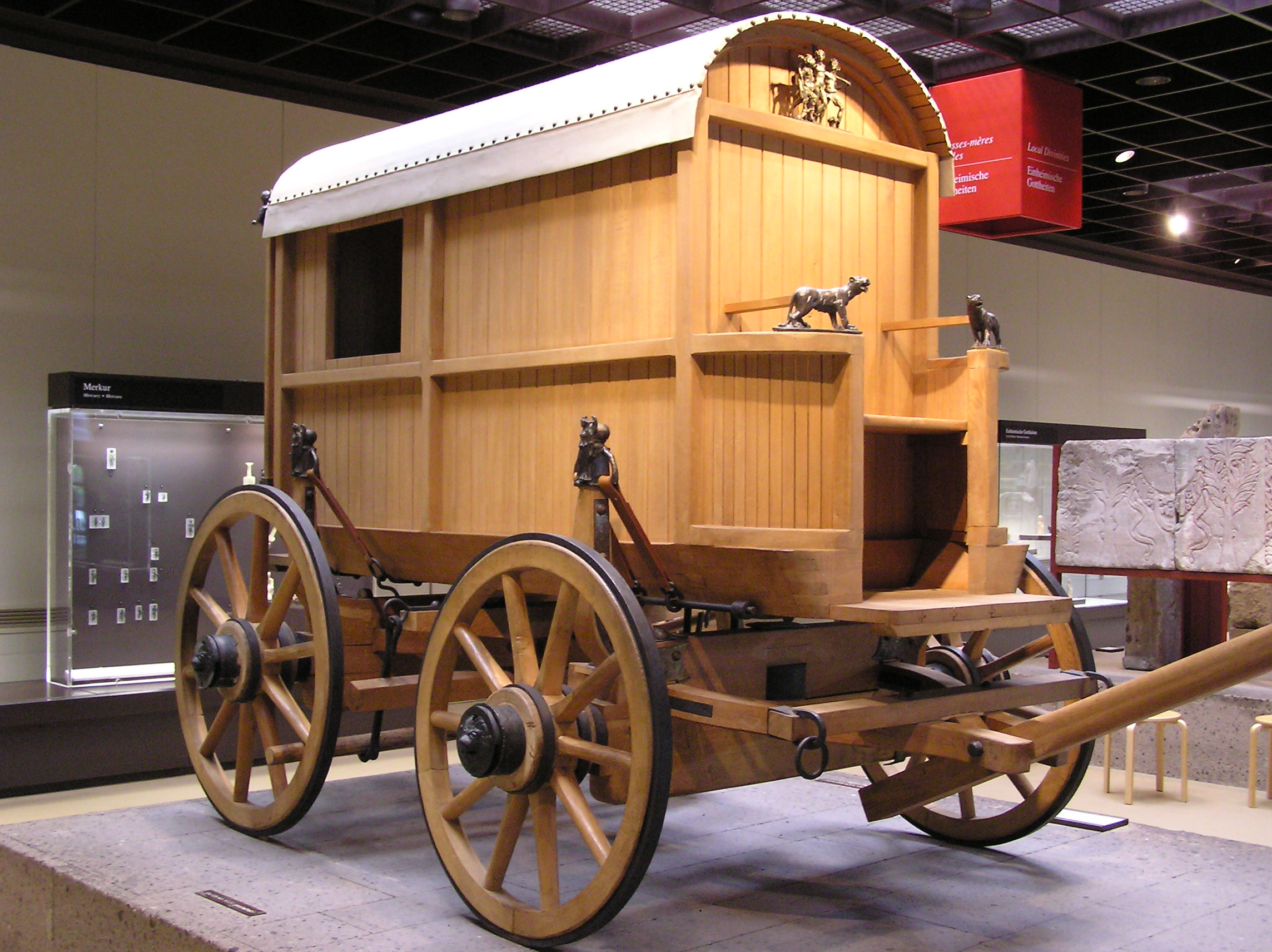
Rekonstruktion eines römischen Reisewagens (Römisch-Germanisches Museum, Köln)

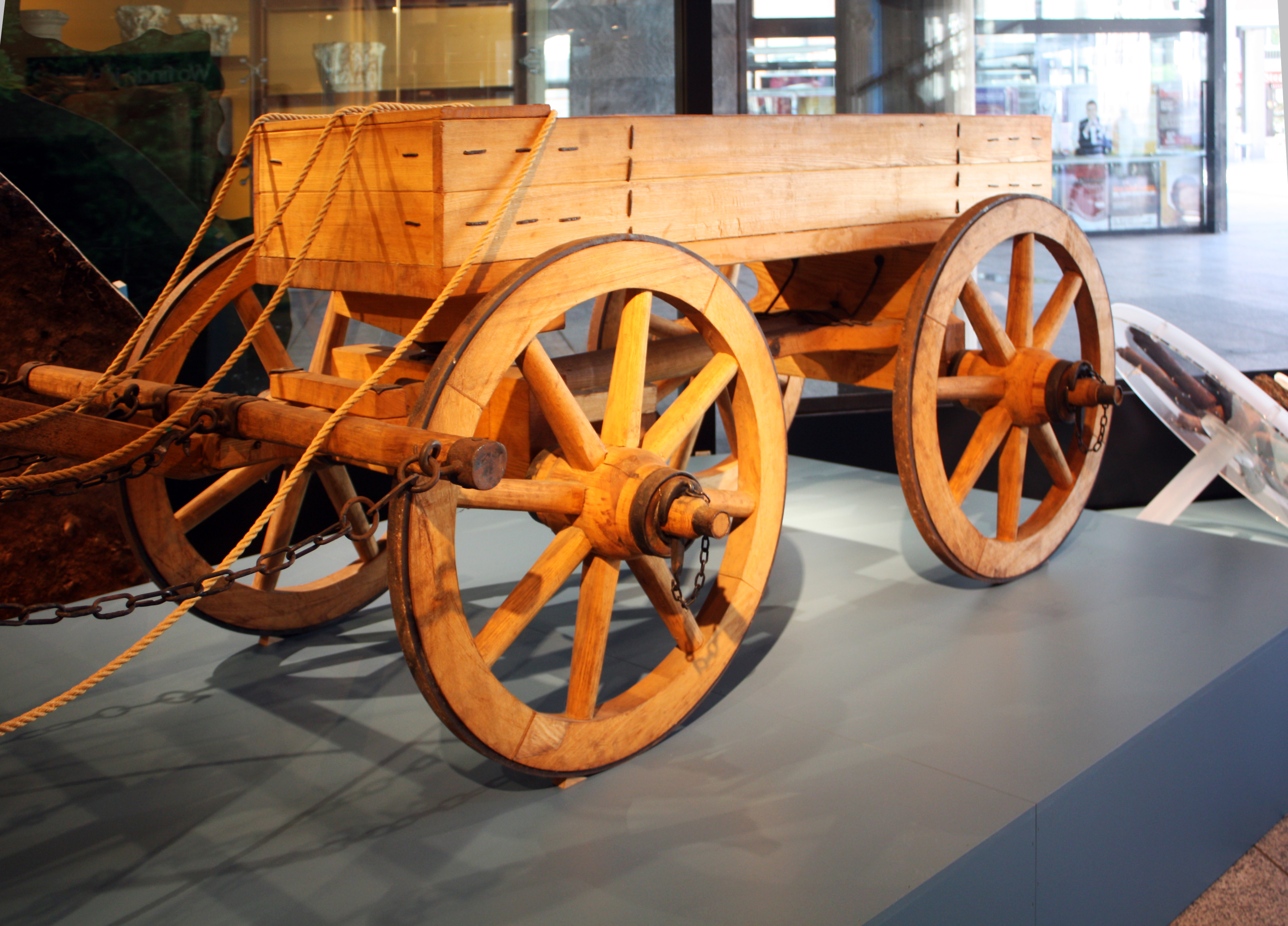
Römischer Transportwagen im Römisch-Germanischen Museum Köln

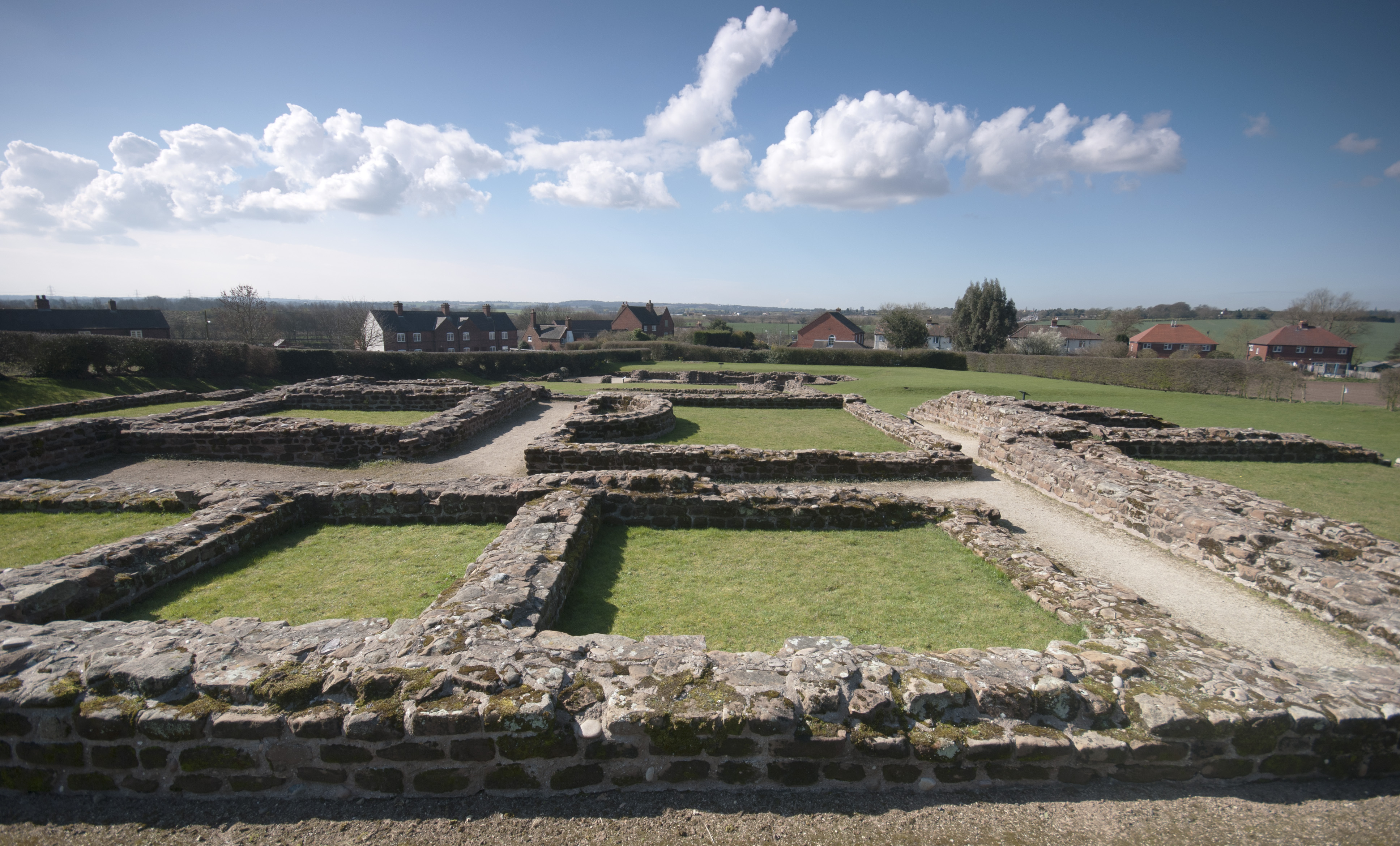
Überreste einer Herberge (mansio) der römischen Siedlung Letocetum, Staffordshire, England

Mit dem Begriff cursus publicus (lateinisch etwa: „staatliche Beförderung“) wird ein System zur Beförderung von Nachrichten, Gütern und Personen während der römischen Kaiserzeit bezeichnet, das unter Augustus eingeführt wurde.

## Geschichte
Der ursprüngliche Zweck des cursus publicus war höchstwahrscheinlich, die Kommunikation mit allen Provinzen des Römischen Reiches möglichst schnell und problemlos zu gestalten. Dazu wurden zunächst Kuriere entlang wichtiger Straßen postiert, um Nachrichten in Empfang zu nehmen, weiterzutragen und an den nächsten zu übergeben. Später beförderte ein einzelner berittener Bote eine Nachricht vom Sender zum Empfänger. Er hatte an dafür vorgesehenen Wechselstationen die Möglichkeit, erschöpfte Pferde gegen ausgeruhte zu tauschen.
Diese Methode wurde ca. 500 v. Chr. auch im alten Iran und von den Persern benutzt, um Botschaften schnell über die Königsstraßen zu transportieren, die bereits eine Länge von 2600 km erreicht hatten und von Susa aus in alle Richtungen des  persischen Reichs führten.

## Funktionsweise und Infrastruktur
Vom Staat wurden Berechtigungsscheine an Personen ausgegeben, die damit auf ihrem Weg verschiedene Einrichtungen und Dienste in Anspruch nehmen konnten. Die nötige Infrastruktur bestand vor allem in einem immer weiter ausgebauten Netz von Straßen und Schiffslinien, das wichtige Städte, Regionen und Häfen miteinander verband.
Eine tragende Säule des cursus publicus waren die von der Bevölkerung zu erbringenden Leistungen: Für einzelne Städte und Gemeinden wurden Kapazitäten an Reit- oder Zugtieren und Fahrzeugen festgesetzt, die an Reisende des cursus publicus zwangsvermietet werden mussten. Der Statthalter der jeweiligen Provinz zahlte den Vermietern dafür eine Entschädigung. Rast- und Übernachtungsmöglichkeiten mussten den Nutzern des cursus publicus und deren Tieren kostenlos zur Verfügung gestellt werden, während sie für Verpflegung zu marktüblichen Preisen selbst aufzukommen hatten.

## Nutzungsberechtigte
Welcher Personenkreis Dienstleistungen des cursus publicus in Anspruch nehmen durfte, wurde vom Kaiser bestimmt. Es handelte sich dabei hauptsächlich um staatliche Funktionsträger höheren Rangs oder militärische Autoritäten.
In der Anfangszeit wurden Reisenden lediglich aufgrund ihres Auftretens, vielleicht auch durch das Tragen einer Uniform, Nutzungsrechte des cursus publicus eingeräumt. Wegen ausufernden Missbrauchs wurde diese Praxis durch die Ausweispflicht mit kaiserlichen Berechtigungsscheinen ersetzt. Jedem Nutzer wurden dadurch genau festgelegte Kontingente der zu beanspruchenden Tiere und/oder Fahrzeuge zugesprochen. Des Weiteren konnten private Unternehmer mit den Privilegien
ausgestattet werden, die Güter transportierten, die vom Staat als wichtig erachtet wurden.

## Beförderte Güter
Es wurden hauptsächlich Baustoffe (beispielsweise Marmor) transportiert, aber auch Steuergelder und anderer Bedarf des Hofes in Rom (wie auch Pferde oder wilde Tiere). Nachrichten und Boten wurden ebenfalls weiterhin befördert, und neben ihnen konnten auch Beamte auf Dienstreisen samt ihrem Gepäck auf die Leistungen des cursus publicus zurückgreifen.

## Spätere Entwicklung
Im 4. Jahrhundert differenzierte sich der cursus publicus in den cursus velox (lateinisch etwa: „schnelle Beförderung“), der von nun an für eilige Transporte von Nachrichten und Personen zuständig war, und den cursus clavularis, der sich auf langsamere, insbesondere Schwerlasttransporte spezialisierte. Dabei ist zu berücksichtigen, dass je nach örtlichem Bedarf diese Entwicklung in den Provinzen unterschiedlich schnell oder ausgeprägt voranschritt.
Institutionen des cursus publicus bestanden bis zum Ende des Römischen Reichs; von den Folgestaaten wurden oft mehr oder weniger große Teile des Systems übernommen. Der Dienst wurde im Oströmischen Reich vom Kaiser Justinian I. (527–565) größtenteils eingestellt (Prokop, Geheimgeschichte 30.1–11).